# Comté de Washington (Tennessee)
Pour les articles homonymes, voir Comté de Washington.
Le comté de Washington est un comté de l'État du Tennessee, aux États-Unis.